# عدد پرنتل آشفته
عدد پرنتل آشفته (به انگلیسی: Turbulent Prandtl number) که با نماد ({\displaystyle Pr_{t}}) نشان داده می شود، کمیتی بی بعد بوده که به صورت نسبت اندازه حرکت نفوذ در حالت آشفتگی به انتقال حرارت نفوذ در حالت آشفتگی، تعریف می شود. این پارامتر در حل مسائل مربوط به انتقال حرارت در لایه های سیال آشفته مناسب است.